# Giselle (film)
Giselle (Dancers) è un film del 1987 diretto da Herbert Ross.

## Trama
Una compagnia di balletto mette in scena Giselle in alcune città nel sud dell'Italia.
La vicenda narrata nel balletto è quella nota di un conte di nome Albrecht, che si traveste da contadino per conquistare una umile ragazza e ci riesce anche a costo che ella diventi pazza.
Della compagnia fa parte il celebre ballerino russo Anton Sergejev, dongiovanni che ha avuto una relazione con tutte le ballerine, tra cui Francesca, che ha la parte di Giselle. Ma il ballerino al momento ha una storia con Contessa.
La storia di cui è protagonista Sergejev nella vita reale presenta alcune analogie con il tema del balletto: in particolare quando arriva una americana di nome Lisa, di cui il russo si invaghisce.

## Produzione
Il film è per intero ambientato e girato a Bari, al Teatro Petruzzelli.
Il coreografo Wes Chapman, direttore artistico dell’American Ballet Theatre, a marzo 2011, ritorna al Petruzzelli di Bari per la prima europea di Usa Great Dance, e riprende confidenza con il teatro ove nel 1986 passò sei settimane insieme a Michail Baryšnikov e Alessandra Ferri per girare il film.